# Département des industries légères du Parti du travail de Corée
Le Département International est un organe du Comité Central du Parti du travail de Corée. Il a été dirigé à partir de 1987 par Kim Kyong-hui (sœur de Kim Jong-il).